# Aegidinus howeae
Aegidinus howeae är en skalbaggsart som beskrevs av Colby 2009. Aegidinus howeae ingår i släktet Aegidinus och familjen Hybosoridae. Inga underarter finns listade i Catalogue of Life.